# Kopytów (województwo lubelskie)
Kopytów – wieś w Polsce położona w województwie lubelskim, w powiecie bialskim, w gminie Kodeń.
Wieś magnacka położona była w końcu XVIII wieku w hrabstwie kodeńskim w powiecie brzeskolitewskim województwa brzeskolitewskiego. W latach 1975–1998 miejscowość administracyjnie należała do województwa bialskopodlaskiego. 
Wieś jest sołectwem w gminie Kodeń. Według Narodowego Spisu Powszechnego (III 2011 r.) liczyła 225 mieszkańców i była czwartą co do wielkości miejscowością gminy Kodeń. 
We wsi mieszkają zarówno prawosławni, jak i katolicy.

## Historia
Pierwsze wzmianki o Kopytowie pochodzą z początku XVI wieku. Tereny po obu stronach Bugu zasiedlała wówczas niezamożna szlachta. Kopytowo – późniejszy Kopytów, od trzech pokoleń pozostawało w rękach rodziny zwanej Kopytowskimi. W tych okolicach osiadł też Iwan Sapieha, który prowadził wykup okolicznych majątków. Kopytowo wykupił w 1512 roku. Po śmierci Jana Sapiehy Kopytów jako część posiadłości kodeńskich dziedziczyli kolejno: Paweł Sapieha Nestor, Mikołaj Sapieha, Mikołaj Sapieha Pius, Paweł Franciszek Sapieha, Jan Fryderyk Sapieha. Żona Jana – Elżbieta z Branickich Sapieżyna – ufundowała w 1772 roku cerkiew unicką dla ludności rusińskiej w Kopytowie. Cerkiew ta spłonęła podczas I wojny światowej. Ostatni właściciel Kopytowa z Sapiehów to Kazimierz Nestor, którego niegospodarność i rozrzutność doprowadziły na przełomie XVIII i XIX w. fortunę Sapiehów do upadłości.
W XIX w. folwark Kopytów należał do Sarneckich, później do Świdrygiełłów–Świderskich, a następnie do hrabiego Sołtyka. W XIX w. Kopytów leżał na 4870 morgach obszaru, liczył 380 mieszkańców i 77 domów. Należał do gminy Kostomłoty. We wsi była szkoła początkowa (rosyjska). W 1915 r., w obawie przed zbliżającym się frontem, mieszkańcy Kopytowa opuszczali domy. Przesiedlono ich w głąb Rosji, do Omska. Powracające po czterech latach rodziny mieszkały w ziemiankach, gdyż wieś była doszczętnie zniszczona.
W okresie I wojny światowej przez Kopytów przemaszerowało wojsko I Brygady Legionów. Kamień, na którym odpoczywał marszałek Józef Piłsudski, ogrodzono i umieszczono na nim pamiątkowy napis. W czasach Polski Ludowej kamień został usunięty, a ogrodzenie zburzone. Ponownego odsłonięcia pomnika dokonano w 1991.
Wieś ostatecznie odbudowano po pożodze wojennej 1920–1921. W latach 1922–1925 został pobudowany kościół rzymskokatolicki, który stał się kościołem parafialnym w parafii Zmartwychwstania Pańskiego. W 1921 rozpoczęła działalność w budynku dawnego folwarku na terenie Kopytowa–Kolonii szkoła powszechna. Dnia 13 maja 1945 wskutek nalotu spłonęła znaczna część (około 70%) zabudowań Kopytowa. W dwudziestą rocznicę tego zdarzenia (13 maja 1965), kolejny pożar zniszczył dokładnie tę część wsi, która ocalała z pożogi w 1945.
Oprócz kościoła rzymskokatolickiego, we wsi znajduje się prawosławna cerkiew pod wezwaniem św. Jana Teologa, będąca siedzibą miejscowej parafii, a także prawosławny cmentarz z pochodzącą z lat 30. XX w. kaplicą.
W Kopytowie urodził się Aleksandr Bojarski, duchowny prawosławny i jeden z przywódców tzw. ruchu odnowicielskiego w Rosyjskim Kościele Prawosławnym.